# Pseudoraphis balansae
Pseudoraphis balansae là một loài thực vật có hoa trong họ Hòa thảo. Loài này được Henrard miêu tả khoa học đầu tiên năm 1937.